# Wielka Kołowa Turnia
Wielka Kołowa Turnia (słow. Veľká kolová veža, niem. Großer Pflockseeturm, węg. Nagy-Karótavi-torony, 2161 m n.p.m.) – turnia znajdująca się w górnej części Kołowej Grani w słowackich Tatrach Wysokich. Jest najwyższą i położoną najdalej na południowy wschód z trzech Kołowych Turni. Od Kołowego Kopiniaka na południu oddzielona jest Zadnią Kołową Ławką, natomiast od Pośredniej Kołowej Turni oddziela ją Pośrednia Kołowa Ławka. Wielka Kołowa Turnia położona jest tuż ponad Zadnią Kołową Ławką.
Grań, w której położone jest wzniesienie, oddziela od siebie dwie odnogi Doliny Kołowej: Bździochową Kotlinę po stronie zachodniej i Bździochowe Korycisko po stronie wschodniej. Do Bździochowego Koryciska opadają z turni północno-wschodnia ściana i wschodnie żebro, na południe od których rozpościerają się piargi.
Na wierzchołek Wielkiej Kołowej Turni, podobnie jak na inne obiekty w Kołowej Grani, nie prowadzą żadne znakowane szlaki turystyczne. Najdogodniejsza droga dla taterników wiedzie na szczyt granią z Zadniej Kołowej Ławki, łatwe jest też dojście granią północną. Wejście ścianą północno-wschodnią jest bardzo trudne (IV w skali UIAA), wschodnim żebrem – dość trudne (II). Zimą dotarcie na wierzchołek w prosty sposób możliwe jest tylko od strony Bździochowego Koryciska przez Zadnią Kołową Ławkę.
Pierwsze wejścia:
- letnie – Mieczysław Karłowicz, 16 sierpnia 1907 r.,
- zimowe – Stanisław Krystyn Zaremba, 9 kwietnia 1934 r.[3]

Dawniej turnię nazywano po prostu Kołową Turnią.